# Ла Боэси, Этьен де
Этьен де ла Боэси (Боэти) (фр. Étienne de La Boétie [labɔesi], устаревшее написание фамилии La Boëtie; 1 ноября 1530, Сарла-ла-Канеда — 18 августа 1563, Жерминьян близ Бордо) — французский писатель и философ, гуманист, автор переводов Плутарха, Вергилия, Ксенофонта и Ариосто. Близкий друг Мишеля Монтеня, который называл его «вторым Бюде».
За его выступления против абсолютизма и тирании и в поддержку гражданского неповиновения и ненасильственного сопротивления его впоследствии называли «анархистом» и считали своим предшественником такие разные авторы, как ситуационист Рауль Ванейгем и либертарианец Лью Рокуэлл. Мюррей Ротбард считал его «основателем современной политической философии во Франции».

## Биография
Ла Боэси происходил из купеческой семьи, разбогатевшей на торговле и возвысившейся благодаря покупке государственных должностей. Отец Этьена, Антуан Ла Боэси, получивший юридическое образование и имевший степень лиценциата права, занимал в Сарла пост личного наместника сенешаля Перигора. Рано оставшись сиротой, Этьен был принят в дом своего тёзки Этьена Ла Боэси, приходившегося ему дядей и крёстным отцом, образованного священника, прошедшего юридическую школу. Он оказался для него вторым отцом и позаботился дать племяннику хорошее образование.
Во время обучения на юридическом факультете Орлеанского университета, где одним из его профессоров был известный кальвинист Анн Дюбур, он написал своё первое и наиболее известное произведение — «Рассуждение о добровольном рабстве». В дальнейшем, несмотря на несоответствие требованию о достижении 25-летнего возраста для вступления в должность, Ла Боэси был назначен советником Бордоского парламента. Был республиканцем по убеждениям, идеализировал Римскую республику. В 1563 году заболел — предположительно, чумой, и умер спустя несколько дней. Во время болезни Монтень постоянно находился при нём, и впоследствии он описал последние дни своего друга в письме к отцу. Ла Боэси оставил Монтеню своё самое ценное достояние — все свои книги и рукописи. Эмиль Золя писал о характере их отношений следующее: «Оба друга нерасторжимы в памяти людей — так, словно бы они покоились вместе в одной усыпальнице; дружба их при жизни была столь тесной, что после смерти они как бы обёрнуты общим саваном и их надгробные изображения почти равновелики».

## Издание работ
В 1571 году Монтень, желавший увековечить память своего покойного друга изданием его литературного наследия, опубликовал имевшиеся в его распоряжении французские и латинские стихотворения Ла Боэси, а также несколько переведённых последним с греческого произведений Ксенофонта и Плутарха, которые Монтень снабдил посвящениями известным деятелям того времени — канцлеру Лопиталю, Анри де Мему и прочим. Но Монтень отказался от мысли издать две работы Ла Боэси: «Рассуждение о добровольном рабстве» и написанный им незадолго до смерти «Мемуар о волнениях во Франции в связи с январским эдиктом 1562 года». Причиной тому была накалённая обстановка в стране. В обращении к читателю Монтень писал: «Я нахожу их построение слишком деликатным и хрупким, чтобы подвергать их действию резкого и буйного ветра теперешней непогоды». Впоследствии он намеревался опубликовать «Рассуждение о добровольном рабстве» в составе своей книги «Опыты». Однако после того, как в 1576 вышел сборник женевского пастора Симона Гуляра Memoires de l’Estat de France sous Charles neufiesme, в последнем из трёх томов которого был помещён памфлет Ла Боэси, Монтень отказался от своего намерения. «Так как я увидел, — писал он в конце главы „О дружбе“, — что это произведение было тем временем опубликовано, и с дурным умыслом, людьми, старающимися внести смуту и изменить наш государственный строй, не задумываясь, исправят ли они его этим; и так как они смешали его с другими писаниями в их вкусе, то я отказался от мысли поместить его здесь». Вопреки опасениям Монтеня память Ла Боэси не пострадала от опубликования «Рассуждения» в сборнике Memoires... Со времени замирения Франции при Генрихе IV и позднее, в пору расцвета французского абсолютизма, когда вся «крамольная» литература была тщательно убрана с политической сцены, прославленное «Рассуждение о добровольном рабстве», сделавшееся библиографической редкостью, циркулировало только в узком кругу любителей вольнолюбивой литературы. По свидетельству Таллемана де Рео, охранитель абсолютизма кардинал Ришельё однажды пожелал ознакомиться со столь высоко ценившимся Монтенем «Рассуждением о добровольном рабстве». Его поиски этого памфлета у парижских букинистов оказались тщетными. Но предприимчивый и сообразительный торговец Блез взялся доставить трактат кардиналу за изрядную сумму. Он попросту расшил соответствующий том Memoires… Симона Гуляра и взял из него ту часть, где был напечатан памфлет Ла Боэси.

## Память
В честь писателя в 2017 году назван астероид (315218) Ла Боэси.

## Сочинения
- Рассуждение о добровольном рабстве / Пер. с фр. М.: АН СССР, 1952. — 200 с.